# Rumisberg
Rumisberg is een gemeente en plaats in het Zwitserse kanton Bern, en maakt deel uit van het district Oberaargau.
Rumisberg telt 471 inwoners.